# Maximilian Wöber
Maximilian Wöber, född 4 februari 1998 i Wien, är en österrikisk fotbollsspelare som spelar för Leeds United.

## Klubbkarriär
Den 10 januari 2019 värvades Wöber av Sevilla. Han debuterade i La Liga den 26 januari 2019 i en 5–0-vinst över Levante.
Den 13 augusti 2019 värvades Wöber av Red Bull Salzburg, där han skrev på ett femårskontrakt.
Den 3 januari 2023 värvades Wöber av Leeds United, där han skrev på ett kontrakt till sommaren 2027. Den 31 juli 2023 lånades Wöber ut till tyska Borussia Mönchengladbach på ett säsongslån.

## Landslagskarriär
Wöber debuterade för Österrikes landslag den 6 oktober 2017 i en 3–2-vinst över Serbien.